# برايان جيبس
برايان جيبس (بالإنجليزية: Brian Gibbs)‏ (6 أكتوبر 1936 في المملكة المتحدة - 27 يناير 2014) هو لاعب كرة قدم بريطاني في مركز الهجوم. لعب مع كولتشستر يونايتد ونادي بورنموث ونادي غيلينغهام وBletchley Town F.C. ‏ وGosport Borough F.C. ‏.

## وصلات خارجية
- برايان جيبس على موقع قاعدة بيانات كرة القدم.إي يو (الإنجليزية)